# Giuseppe Rota (militare)
Giuseppe Rota (Napoli, 18 novembre 1860 – Roma, 24 dicembre 1953) è stato un ingegnere e generale italiano.

## Biografia
È stato senatore del Regno, primo direttore della Vasca navale di La Spezia e primo direttore dell'INSEAN ed è considerato il padre della moderna architettura navale italiana.
Dopo aver conseguito la laurea nel 1882 presso la Regia scuola di Genova è stato il primo direttore della vasca navale presso l'Arsenale di La Spezia, la seconda vasca navale al mondo, ultimata nel 1889. Successivamente è stato direttore del cantiere di Castellammare di Stabia, generale ispettore del corpo del Genio Navale, dedicando gran parte della sua carriera all'approfondimento degli studi di architettura navale, verificando, tra l'altro, per mezzo di modelli, l'influenza della profondità dell'acqua sulla resistenza al moto delle navi.
Collaborò con Edoardo Masdea al progetto della prima dreadnought (corazzata monocalibro) italiana, la nave da battaglia "Dante Alighieri", e fu autore del progetto dell'esploratore Nino Bixio.
Rota elaborò uno studio per la trasformazione in portaerei della corazzata Francesco Caracciolo, varata a Castellammare di Stabia nel 1920 ma la cui costruzione venne interrotta a causa della fine del primo conflitto mondiale e successivamente elaborò un progetto di massima di un'unità da impiegare sia come portaerei che come incrociatore, ma tale progetto non venne approvato dal Ministero della Marina. Nella seconda metà degli anni venti sviluppò il progetto degli esploratori classe Navigatori e collaborò con il generale Giuseppe Vian al progetto degli incrociatori leggeri classe Alberto di Giussano.
Dopo aver lasciato il servizio, propugnò la creazione dell'Istituto nazionale per gli studi e le esperienze di architettura navale (INSEAN), costituito nel 1927, diventandone il primo direttore, con la creazione di una nuova vasca navale a Roma di dimensioni superiori a quelle della vasca navale La Spezia.
Nel 1928 venne nominato senatore del Regno.